# 12. Königlich Bayerische Infanterie-Division
Die 12. Infanterie-Division war ein Großverband der Bayerischen Armee im Ersten Weltkrieg.

## Gliederung

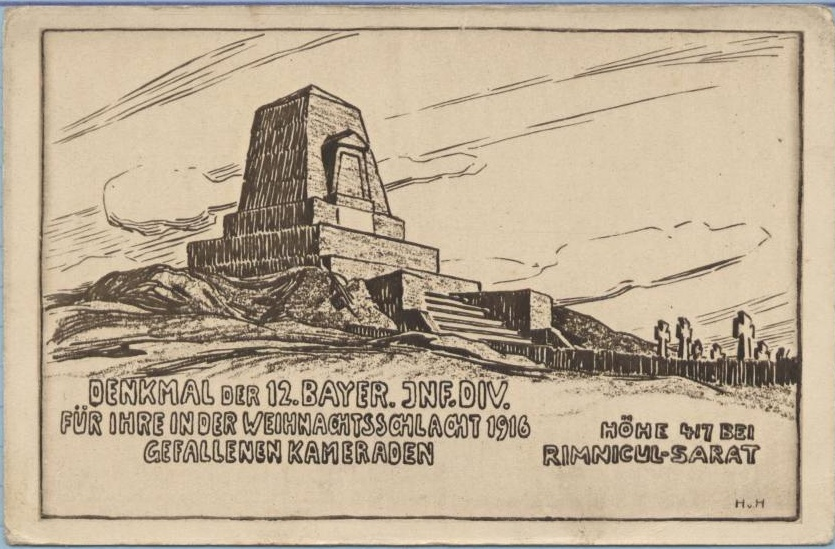
Gedenkpostkarte der 12. Infanterie-Division, gezeichnet und signiert vom Kommandeur Hugo von Huller, verlegt von Divisionspfarrer Jakob Weis

### Kriegsgliederung vom 19. August 1916
- 22. Infanterie-Brigade
  - 26. Infanterie-Regiment
  - 27. Infanterie-Regiment
  - 28. Infanterie-Regiment
  - 22. Feldartillerie-Regiment
  - Fußartillerie-Bataillon 12
  - Pionier-Kompanie 22
  - Scheinwerferzug 22
  - Fernsprech-Doppelzug 12

### Kriegsgliederung vom 20. Februar 1918
- 22. Infanterie-Brigade
  - 26. Infanterie-Regiment
  - 27. Infanterie-Regiment
  - 28. Infanterie-Regiment
  - 1. Eskadron/7. Chevaulegers-Regiment „Prinz Alfons“
- Artillerie-Kommandeur 12
  - 22. Feldartillerie-Regiment
- Pionier-Kompanie 22
- Divisions-Nachrichten-Kommandeur 12

## Gefechtskalender
Die Division wurde am 27. Juli 1916 auf dem Truppenübungsplatz Grafenwöhr aufgestellt. Nach einem kurzzeitigen Einsatz im Oberelsass erfolgte die Verlegung an die rumänische Front. Nach dem Waffenstillstand in Rumänien wurde der Verband von dort abgezogen und Ende April 1918 an die Westfront verlegt. Hier war sie bis Kriegsende im Einsatz und kehrte nach dem Waffenstillstand von Compiègne in die Heimat zurück. Dort erfolgte die Demobilisierung und schließliche Auflösung der Division am 19. Dezember 1918.

### 1916

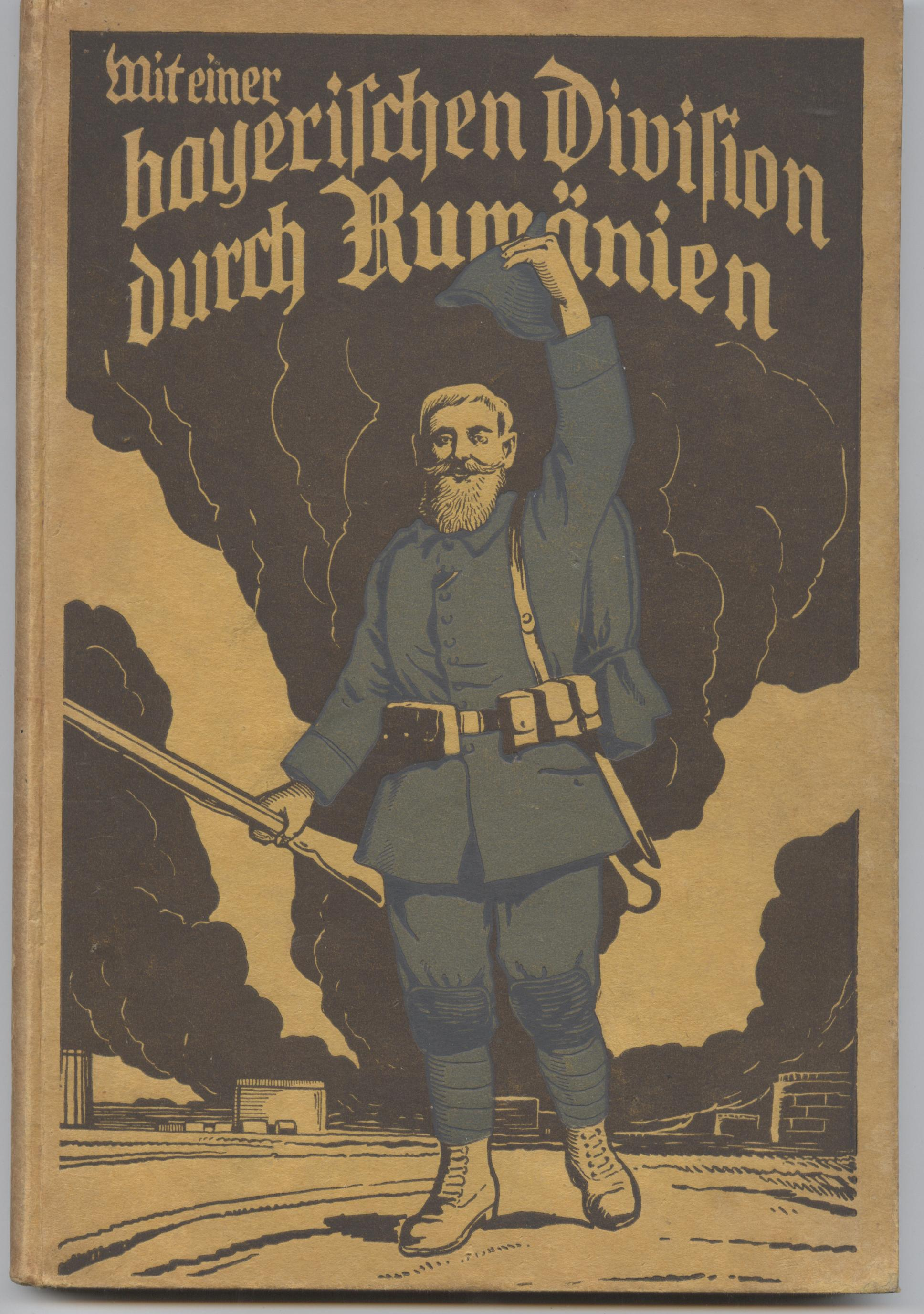
Vorderseite des 1917 vom Divisionspfarrer Jakob Weis herausgegebenen Erinnerungsbuches an die Rumänienkämpfe

- 28. Juli bis 4. Oktober – Stellungskampf im Oberelsass
- 4. bis 9. Oktober – Transport nach dem Osten
- 10. Oktober bis 28. November – Gebirgskämpfe am Törzburger Pass
  - 16. Oktober bis 28. November – Kämpfe bei Dragoslavele, Mt. Mateias
  - 20. bis 21. Oktober – Erstürmung des Mt. Klabucetu
  - 25. bis 29. Oktober – Kämpfe bei Leresti
  - 6. bis 8. November – Kämpfe bei Candesti und bei Albesti
- 29. bis 30. November – Verfolgungsgefechte bei Campulung
  - 29. November – Einnahme von Campulung
- 1. bis 5. Dezember – Schlacht am Argesch
- 4. bis 8. Dezember – Verfolgung nach der Schlacht am Argesch
- 9. bis 20. Dezember – Verfolgungskämpfe an Jalomita-Prahova und Buzaul
- 21. bis 27. Dezember – Schlacht bei Rimnicul-Sarat
- ab 28. Dezember – Verfolgungskämpfe nach der Schlacht bei Rimnicul-Sarat

### 1917
- bis 3. Januar – Verfolgungskämpfe nach der Schlacht bei Rimnicul-Sarat
- 4. bis 8. Januar – Schlacht an der Putna
- 6. Januar bis 5. August – Stellungskrieg in der Moldau im Bereich der Flüsse Putna und Sereth
  - 22. bis 25. Juli – Abwehrkämpfe am Sereth
- 26. Juli bis 9. Dezember – Stellungskrieg am Sereth und an der Sușita
  - 6. August bis 3. September – Durchbruchsschlacht an der Putna und Sușita
- ab 10. Dezember – Waffenstillstand an der rumänischen Front

### 1918
- bis 30. April – Waffenstillstand an der rumänischen Front
- 30. April bis 4. Mai – Transport nach dem Westen
- 5. bis 26. Mai – Stellungskämpfe bei Reims
- 27. Mai bis 13. Juni – Schlacht bei Soissons und Reims
  - 27. Mai – Erstürmung der Höhen des Chemin des Dames
- 14. Juni bis 4. Juli – Stellungskämpfe zwischen Oise, Aisne und Marne
- 5. bis 14. Juli – Stellungskämpfe zwischen Aisne und Marne
- 15. bis 17. Juli – Angriffsschlacht an der Marne und in der Champagne
- 18. bis 25. Juli – Abwehrschlacht zwischen Soissons und Reims
- 26. Juli bis 3. August – Bewegliche Abwehrschlacht zwischen Marne und Vesle
- 4. bis 9. August – Stellungskämpfe an der Vesle
- 8. bis 20. August – Abwehrschlacht zwischen Somme und Avre
- 22. bis 27. August – Schlacht Albert-Péronne
- 28. August bis 4. September – Kämpfe vor der Front Ypern-La Bassée
- 28. August bis 27. September – Stellungskrieg in Flandern
- 28. September bis 13. Oktober – Abwehrschlacht in Flandern
- 13. bis 14. Oktober – Kämpfe an der Front Armentières-Lens
- 15. bis 19. Oktober – Kämpfe zwischen Deule-Kanal und Schelde
- 18. bis 24. Oktober – Nachhutkämpfe zwischen Yser und Lys
- 20. bis 25. Oktober – Schlacht an der Lys
- 25. Oktober bis 1. November – Rückzugskämpfe vor der Antwerpen-Maas-Stellung
- 12. November bis 19. Dezember – Räumung des besetzten Gebietes und Marsch in die Heimat

## Kommandeure
| Dienstgrad      | Name                                | Datum                                  |
| --------------- | ----------------------------------- | -------------------------------------- |
| Generalleutnant | Hugo Ritter von Huller              | 27. Juli 1916 bis 5. Juni 1917         |
| Generalmajor    | Karl Freiherr von Nagel zu Aichberg | 6. Juni 1917 bis 2. November 1918      |
| Generalmajor    | Eugen Ritter von Zoellner           | 3. November 1918 bis 19. Dezember 1918 |